# Royal Botanic Gardens, Kew
Royal Botanic Gardens, Kew, è un ente pubblico non dipartimentale del Regno Unito sponsorizzato dal Dipartimento per l'ambiente, l'alimentazione e gli affari rurali. Un importante istituto di ricerca e formazione botanica a livello internazionale, impiega 1 100 dipendenti. Il suo consiglio di amministrazione è presieduto da Dame Amelia Fawcett.
L'organizzazione gestisce i giardini botanici di Kew a Richmond upon Thames, nel sud-ovest di Londra, e di Wakehurst, una proprietà del National Trust nel Sussex che ospita l'importante Millennium Seed Bank, i cui scienziati lavorano con organizzazioni partner in più di 95 paesi. Kew, insieme alla Commissione forestale, fondò il Bedgebury National Pinetum nel Kent nel 1923, specializzandosi nella coltivazione di conifere. Nel 1994 è stato costituito il Castle Howard Arboretum Trust, che gestisce lo Yorkshire Arboretum, come una partnership tra Kew e la Castle Howard Estate.
Nel 2019, l'organizzazione ha avuto 2 316 699 visitatori a Kew e 312 813 a Wakehurst. Sui suoi 132 ettari del sito di Kew ha 40 edifici di importanza storica; è diventato un sito del patrimonio mondiale dell'UNESCO nel 2003. Le collezioni di Kew e Wakehurst comprendono oltre 27 000 taxa di piante viventi, 8,3 milioni di piante e esemplari di erbario fungino e oltre 40 000 specie nella banca dei semi.

## Missione
Il Royal Botanic Gardens, Kew, afferma che la sua missione è applicare la scoperta scientifica e la ricerca per sviluppare pienamente le informazioni e gli usi potenziali di piante e funghi.

## Governance
Kew è governata da un consiglio di amministrazione che comprende un presidente e undici membri. Dieci membri e il presidente sono nominati dal Segretario di Stato per l'ambiente, l'alimentazione e gli affari rurali. Sua Maestà la Regina nomina il proprio fiduciario su raccomandazione del Segretario di Stato.

## Kew Science

### Personale scientifico
Ci sono circa 350 ricercatori che lavorano a Kew. Il direttore scientifico è Alexandre Antonelli. Monique Simmonds è vicedirettore scientifico. Mark Chase è professore di ricerca senior. Phil Stevenson è il capo della ricerca senior e capo della chimica biologica e della ricerca in vitro. Il gruppo ha quattro capi di ricerca: Melanie Howes, Vis Sarasan, Moses Langat e Tom Prescott.
Il personale di Kew Science include quello del Kew Madagascar Conservation Center.

### Banche dati
Il personale scientifico di Kew mantiene una varietà di dati su piante e funghi e risorse digitali, tra cui:

#### Plants of the World Online
Plants of the World Online è un database online lanciato nel marzo 2017 come uno dei nove risultati strategici con l'obiettivo finale di "consentire agli utenti di accedere alle informazioni su tutte le piante da seme conosciute al mondo entro il 2020". Collega i dati tassonomici con le immagini della collezione, per fornire un unico punto di accesso con informazioni su identificazione, distribuzione, tratti, conservazione, filogenesi molecolare e usi. Inoltre funge da spina dorsale per risorse globali come World Flora Online.